# マイク・ベイリー
マイク・ベイリー（英語: Mike Bailey、1990年7月16日 - ）は、カナダのプロレスラー。本名、エミール・シャルル・バヤールジオン＝ラベルジュ（フランス語: Émile Charles Baillargeon-Laberge）。

## 来歴
2006年2月、MWFでデビュー。 
2014年からはCZWにレギュラー参戦。
2015年2月からはPWGにレギュラー参戦。
8月にはEVOLVEに参戦。
10月にはメキシコAAAにも短期間参戦。
2016年にはwXw、RPWにも参戦。
2016年、DDTプロレスリングに初来日。来日初戦は8月1日、木高イサミと対戦。惜しくも敗れるが木高に「日本にすごいの来たぞ」と言わしめる。
2016年10月8日、再来日予定だったが飛行機トラブルのため一度は欠場が発表されるが、到着が間に合ったため急遽セミファイナルに出場。
2016年10月10日、DDT札幌マルスジム大会で竹下幸之介、アントーニオ本多と組んでKO-D6人タッグ王座に挑戦したがアントーニオ本多がギブアップを奪われタイトル奪取に失敗した。
2016年10月18日より行われたDNAのリーグ戦、DNA Grand-Prix 2016に参戦。4勝1敗の成績で予選リーグを突破し樋口和貞との優勝決定戦に進出。優勝決定戦でも勝利を収め優勝した。
2016年12月4日、DDT大阪府立体育会館第1競技場大会で竹下幸之介と組んでKO-Dタッグ王座に挑戦。竹下のジャーマン・スープレックスが決まり勝利し第58代王座に輝いた。
2023年5月12日、新日本プロレスBEST OF THE SUPER Jr.に初参戦。

## 得意技
アルティマ・ウェポン
相手の背中へのシューティングスター式ダブルニードロップ。主なフィニッシュ。
フラミンゴドライバー
コーナーに上った相手の両足を背中でクロス、首をつかんで開脚式で前に落とす。
マシンガンキック
両足で高速ミドルキック連打後のジャンピングハイキック。
グリーン・ティー・プランジ
走りこんできた相手をパワースラムのクラッチで抱え、バック宙で相手をマットに叩き付ける変形のフラムフライ。
ムーンサルトダブルニードロップ
ぴょんぴょんじゃんぷ
トップロープからトップロープに飛び移ってのブエロ・デ・アギラ（伸身１ひねりムーンサルトアタック）。

## タイトル歴
C*4 Wrestling
- C4王座（1回）
- C4タッグ王座（1回） – w / ケビン・スティーン

IWS
- IWS世界ヘビー級王座（1回）

DDTプロレスリング
- 第58代、第65代KO-Dタッグ王座（2回） – w / 竹下幸之介→MAO
- 第1338代アイアンマンヘビーメタル級王座

DDT NEW ATTITUDE
- DNA-Grand Prix 優勝（2016年）

PWG
- バトル・オブ・ロサンゼルス 優勝（2023年）

新日本プロレス
- ALL STAR Jr. U.S.A. トーナメント 優勝（2023年）

KAIENTAI DOJO
- 第40代STRONGEST-K TAG王座（1回）– w / MAO

TNA
- TNA Xディヴィジョン王座（3回）

## 入場曲
- WHERE DO THE GONE THINGS GO （PAUL THORNE AND SERGEY KOLOSOV）
- OVER TIME
- Brass Monkey（ビースティー・ボーイズ）

## 出演

### ウェブテレビ
- チャンスの時間（2019年1月16日[13]、AbemaTV）